# 上尾直毅
上尾 直毅（うえお なおき）は、日本の古楽鍵盤奏者。ソリストとして、また古楽アンサンブルにおける通奏低音奏者として活躍している。チェンバロ、クラヴィコード、フォルテピアノ、オルガンといった鍵盤楽器を弾くほか、ミュゼット、ハーディ・ガーディの演奏家でもある。

## 経歴
東京芸術大学音楽学部器楽科ピアノ専攻を1991年に卒業したのち、渡欧しアムステルダムスウェーリンク音楽院、デン・ハーグ王立音楽院といった古楽界の中心で研鑽を積む。チェンバロをグスタフ・レオンハルトに、フォルテピアノをS・ホーホランドに師事。両音楽院でソリスト・ディプロマを得たのち、主にヨーロッパで演奏活動を行う。1992年、山梨の第6回古楽コンクール旋律楽器部門で通奏低音特別賞を受賞している。2000年に帰国後は日本国内を中心に活動を行っている。「レ・ボレアード」（指揮：寺神戸亮）、「オーケストラ・リベラ・クラシカ」（指揮：鈴木秀美）、声楽アンサンブル「ラ・フォンテヴェルデ」（リーダ−：鈴木美登里）などの古楽オーケストラやアンサンブルのメンバーとして活動している。2017年には上野学園大学が所蔵するオリジナルのタンゲンテンフリューゲル（タンジェントピアノ）を用い、鈴木秀美率いるオーケストラ・リベラ・クラシカと共にモーツァルトのピアノ協奏曲第9番「ジェノミ」を演奏し、この公演の模様はNHK「クラシック音楽館」で放映され好評を博した。雑司ヶ谷「拝鈍亭」にて2012年より行ってきた、歴史的鍵盤楽器によるハイドン「鍵盤独奏曲の世界」シリーズは、2021年に全曲演奏が成し遂げられ完結した。同年、刊行されたバロック時代の伴奏法に関する著作「通奏低音の練習」（アカデミアミュージック社）は著者の経験と実績を活かした使いやすいテキストとして高く評価されている。